# Wołosowo (stacja kolejowa)
Wołosowo (ros. Волосово) – stacja kolejowa w miejscowości Wołosowo, w rejonie wołosowskim, w obwodzie leningradzkim, w Rosji. Położona jest na linii Petersburg – Iwangorod – Tallinn.

## Historia
Stacja powstała w XIX w. na trasie Kolei Bałtyckiej.